# Koto Baru (Sepuluh Koto)
Koto Baru is een bestuurslaag in het regentschap Tanah Datar van de provincie West-Sumatra, Indonesië. Koto Baru telt 2384 inwoners (volkstelling 2010).